# Parafia Świętych Siedmiopoczetników w Nitrze
Parafia Świętych Siedmiopoczetników – parafia prawosławna w Nitrze. Należy do archidekanatu dla krajów: bratysławskiego, trnawskiego, trenczyńskiego i nitrzańskiego, w eparchii preszowskiej Kościoła Prawosławnego Czech i Słowacji.
Parafia została utworzona 31 maja 2010 r.
Funkcję świątyni parafialnej pełniła kaplica Zmartwychwstania Pańskiego, znajdująca się na  Cmentarzu Miejskim w Nitrze (ul. Cintorínska 1); obecnie (2021 r.) parafia korzysta z kaplicy domowej (ul. Mostná 13). Nabożeństwa odprawiane są w niedziele i święta, według starego stylu. Językiem liturgicznym jest cerkiewnosłowiański.
W kwietniu 2018 r. władze miejskie przekazały parafii działkę pod budowę cerkwi.
Proboszczem parafii jest ks. Lukáš Nováček.